# Devriesia americana
Devriesia americana är en svampart som beskrevs av Crous & Dugan 2007. Devriesia americana ingår i släktet Devriesia och familjen Teratosphaeriaceae.   Inga underarter finns listade i Catalogue of Life.